# 八大神社
八大神社（はちだいじんじゃ）は、京都府京都市左京区一乗寺松原町にある神社。旧社格は村社。

## 祭神
- 素盞嗚命（スサノオ） - 牛頭天王
- 稲田姫命（クシナダヒメ） - 頗梨采女
- 八王子命

## 歴史
1294年（永仁2年）に一乗寺の産土神として祇園神社から勧請された。江戸時代初頭、一乗寺下り松で吉岡一門数十人と決闘を行った宮本武蔵が、決闘を前に当社で神頼みをすることを思い立ったが、神仏に頼ろうとした自分の弱さに気づき寸前にやめたという逸話も残る。社殿内には一乗寺下り松の古木が保管展示されている。なお、展示されている当該古木の由緒掲示は次の通りである。
「この古木は、慶長九年（1604年）、剣聖・宮本武蔵が、吉岡一門と決闘せし、当時の松の木の一部である」

## 合祀の歴史
八大神社は明治政府の令によって他の小さな神社を合祀して今に至っている。合祀された神社は藪里牛頭天王社、舞楽寺八大天王社、柊社である。柊社は現在場所を移し社が建っており、舞楽寺八大天王社のあった場所に関してはは石碑が立っている。

## 現地情報
所在地
- 京都府京都市左京区一乗寺松原町1番地

交通アクセス
- 最寄駅：叡山電鉄 一乗寺駅下車後、徒歩約13分（駅から東へ900m）

周辺
- 狸谷山不動院から一乗寺下り松・曼殊院道に至る坂道の途中にあり、詩仙堂に隣接する。